# Alicja Sakowicz
Alicja Sakowicz (ur. 1 lutego 1988) – polska lekkoatletka, wieloboistka.

## Osiągnięcia
| Rok  | Impreza                             | Miejsce    | Konkurencja | Lokata      | Wynik     |
| ---- | ----------------------------------- | ---------- | ----------- | ----------- | --------- |
| 2011 | I liga pucharu Europy w wielobojach | Bressanone | siedmiobój  | 18. miejsce | 5233 pkt. |

## Rekordy życiowe
- Siedmiobój lekkoatletyczny – 5437 pkt. (2012)
- Pięciobój lekkoatletyczny (hala) – 3975 pkt. (2012)